# Bandera General Sanjurjo

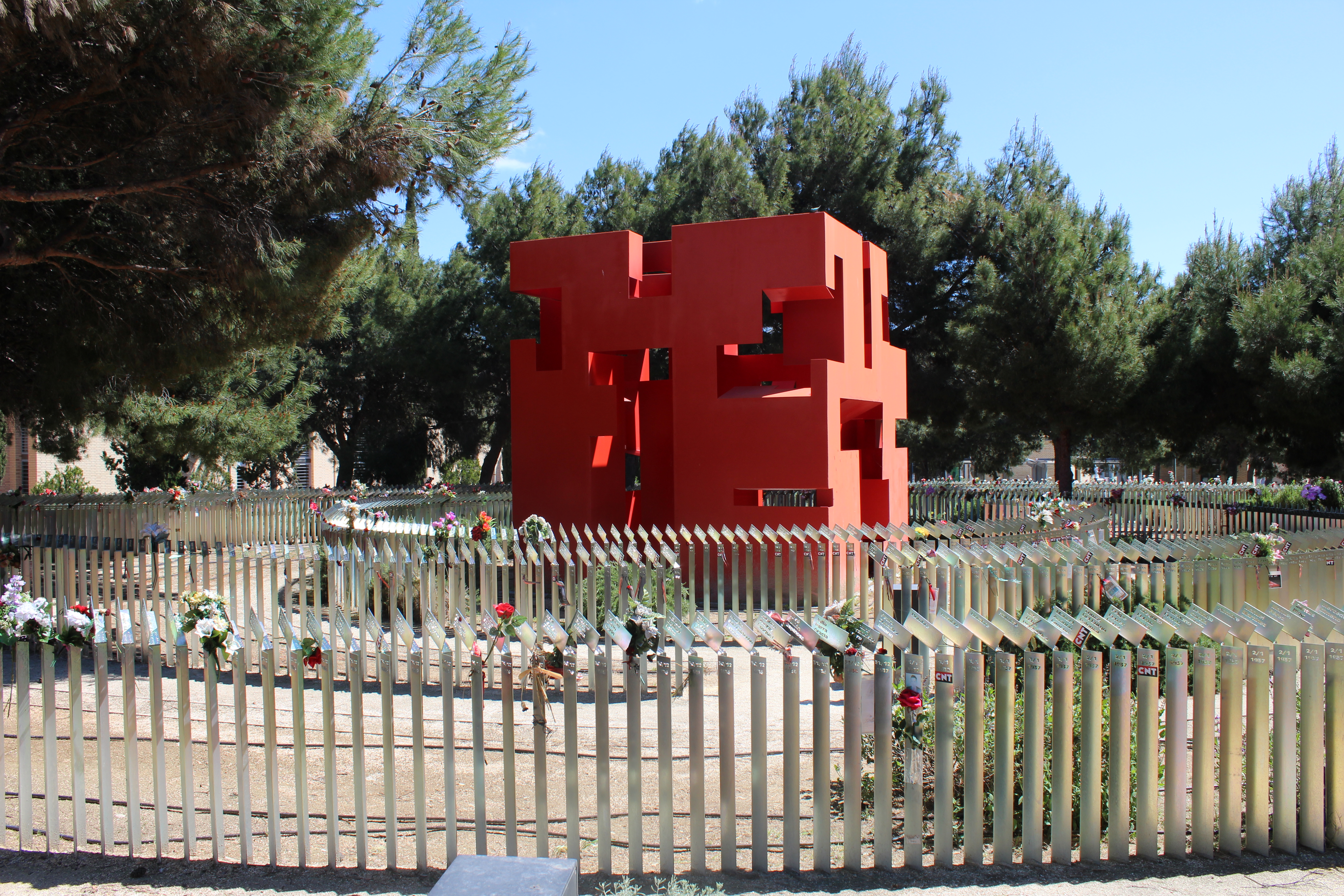
Memorial erigido en el cementerio de Torrero de Zaragoza en recuerdo de los fusilados durante la Guerra Civil y la posguerra. Rodeando al monumento hay cientos de pivotes con los nombres de los fallecidos.

La Bandera General Sanjurjo, Tercio General Sanjurjo o Legión Sanjurjo fue una unidad militar republicana obligada a luchar por el bando franquista creada en Zaragoza en 1936 por el coronel Pedro Peñaredonda. Tuvo un intento de deserción masiva o una sublevación de la tropa por el que gran parte de sus miembros fueron fusilados. Se cree que fueron ejecutados más de la mitad de la unidad, pero sigue sin saberse a ciencia cierta cuántos, ya que el ejército lo mantuvo en secreto y al día de hoy no se han abierto los archivos de forma pública. En verano de 1937 se transforma en la XV Bandera de la Legión española.

## Contexto general y creación del Tercio
Al final del mes de agosto la situación de Zaragoza era angustiosa pues las columnas de anarquistas llegadas desde Cataluña la amenazaban. De ahí la necesidad de reclutar nuevos soldados. Para ello se adoptaron varias medidas, entre ellas el reclutamiento de nuevos voluntarios para la II Bandera del Tercio de Extranjeros, que había sufrido muchas bajas en la conquista de Guipúzcoa, y la creación de nuevas unidades.

### Creación del TercioLegión General Sanjurjo
El 30 de agosto de 1936 las emisoras de Zaragoza realizaban el siguiente llamamiento para el alistamiento:

Los que os encontráis nutriendo las filas del ejército, los paisanos que por amor a la Patria esáis dispuestos a los mayores sacrificios, los que soñéis con una España grande y próspera, podéis ingresar desde hoy, en la Segunda Bandera de la legión General Sanjurjo, (Palafox) cuya creación se inicia ante el gran número de los que solicitan formar parte de sus filas, acudiendo el banderín de enganche que se establece en el Castillo de la Aljafería, Cuartel del Regimiento de Infantería Aragón, nº 17
Emisoras de Zaragoza el 30 de agosto de 1936, recogido en Navarra, 1936. De la Esperanza al Terror

Muchos republicanos navarros y aragoneses, que veían así una oportunidad de escapar de las purgas y pasarse a las filas republicanas se alistaron en la misma.
Al parecer el Tercio (Regimiento) se formó con dos Banderas (Batallón) y se instaló en las explanadas de la Academia General Militar de Zaragoza en San Gregorio, próximo a la ciudad, donde se entrenaron. Las Banderas estaban formadas por tres compañías de fusiles, una de ametralladoras y sus servicios auxiliares. Un total de 700 hombres. Al mando estaba el comandante Amado Lóriga que en la jura de bandera que se realizó el 27 de septiembre les dijo, citando el himno de la legión:

Nadie os volverá a preguntar, jamás, por vuestras ideas anteriores. Como dice el himno de nuestra legión, cada uno será lo que quiera, nada importa la vida anterior, lo que importa es el futuro que vamos a hacer ahora. ¡Viva la Legión! ¡Viva la Muerte! ¡Viva España!
Amado Lóriga el 27 de septiembre de 1936. Recogido en Navarra, 1936. De la Esperanza al Terror

A la misma se alistaron inicialmente varios extranjeros, entre ellos los primeros irlandeses llegados a España en apoyo a Franco.

## La voluntariedad de los alistados
La voluntariedad de muchos alistados no era tal: en Navarra, en los ayuntamientos, en las Juntas de Guerra y en los puestos de la Guardia Civil se recibió la consigna de enviar obligatoriamente al banderín de enganche a todos los simpatizantes de izquierdas que se negaban o eran remisos a salir a los frentes de batalla. Inicialmente, a principios de agosto enviaron de forma forzosa a Zaragoza a vecinos de Pradejón, Falces, Mendavia, Peralta y Lodosa entre otros, para integrarse en la primera Bandera del Tercio Sanjurjo.
En los primeros días de septiembre parten desde varios pueblos de Navarra de forma obligada gran cantidad de personas. Eran despedidos en las estaciones con gritos amenazantes de los de derechas. Los 24 de Aibar tuvieron que ser escoltados por la Guardia Civil ante el riesgo que corrían sus vidas. Al llegar se les sometió a revisión médica por lo que muchos fueron no aptos por su edad o condiciones físicas. Los rechazados al regresar a los pueblos fueron recibidos con amenazas y agresiones físicas. Algunos fueron fusilados posteriormente, otros huyeron de su pueblo y otros muchos fueron obligados a pedir un nuevo ingreso en las milicias para ir al frente.

## Sospecha de deserción masiva, ejecuciones y disolución de la bandera
La Bandera Sanjurjo tuvo una vida corta y desafortunada. 

La bandera de la Legión "General Sanjurjo", tardó bastante tiempo en ser operativa debido a la escasa afluencia de voluntarios. Hasta bien entrado el mes de septiembre no juró bandera y tuvo muchos problemas de disciplina. Su suerte fue adversa en Serrablo, donde en las cercanías de Arto perdió a más de la mitad de sus efectivos.

Se integró en lo que fue el núcleo de la Brigada móvil, formado inicialmente por los Guardias de Asalto de Zaragoza y la bandera "Sanjurjo", siendo reforzados por unidades del Ejército de África cuando las tropas de Franco enlazaron con las de Mola. La composición de la Brigada móvil, en junio de 1937, era de unos 7900 hombres:

- Primera Media Brigada: un batallón del Regimiento de Carros, la bandera de la Legión "General Sanjurjo", dos tabores de la Mehal-la de Tetuán nº 1 y la bandera de la Guardia Imperial.
- Segunda Media Brigada: un batallón motorizado del Regimiento de Carros, la II bandera de la Legión, una Mehal-la Jilifiana del Rif nº 5, fuerzas diversas de la Guardia de Asalto de Zaragoza, dos compañías de requetés del tercio "del Pilar", dos compañías del batallón Calvo Sotelo y la 14ª bandera de la Falange.
- Caballería: dos escuadrones de sables con un pelotón cada uno de armas automáticas (números 1 y 2 del Regimiento de Caballería Castillejos nº 9) y un escuadrón del mismo regimiento con armas automáticas.
- Artillería: un grupo de 77 milímetros (tres baterías), un grupo de 75 milímetros (3ª, 5ª y 9ª baterías del Regimiento Ligero nº 9), un grupo de 105 milímetros ( 5º y 8ª baterías del Regimiento Ligero nº 10), una batería de 155 milímetros más una sección del Regimiento Ligero nº 10; una batería de 105 milímetros de montaña y una batería de ametralladoras de 8 milímetros.
- Ingenieros: un batallón motorizado (el III de la Agrupación nº 5).
- Transmisiones: una compañía de teléfonos y óptica y una sección de radiotelegrafía.

 

Una versión dice que fue disuelta tras un intento de rebelión, con posterioridad al 12 de octubre de 1936, y que la mitad de sus miembros fueron fusilados en Torrero.

Esta bandera o batallón se había formado en Zaragoza y a su recluta acudieron muchos camuflados y futuros desertores. En el frente de Huesca, durante este tiempo, había chaqueteado ante el enemigo lo que ya produjo las primeras medidas disciplinarias. De vuelta a Zaragoza hubo un conato de rebelión que acabó con más de la mitad de sus miembros en las tapias de Torrero y con la bandera disuelta.

Otra versión dice que el día 1 de octubre de 1936 la Bandera fue enviada a Almudévar y antes de entrar en combate fueron regresados en camiones a Zaragoza, donde se les desarmó. El Estado Mayor de Zaragoza tenía la confidencia de que la Bandera en pleno, o parte de ella, se iba a pasar a las filas republicanas. 
Lo que ocurrió posteriormente podría estar detallado en los archivos del antiguo Regimiento de Infantería Valladolid, hoy Brigada de Cazadores de Montaña Aragón I acuartelado en Jaca. De momento sólo se puede inferir por los testimonios y documentación de los pueblos afectados. Las autoridades militares negaron la existencia de esta Bandera, cuando los familiares reclamaron los restos mortales. No hay datos de la matanza ni en el registro del cementerio de Torrero ni en el juzgado de Zaragoza.
El día 2 de octubre tras ser desarmados fueron encerrados en sus barracones. Fueron sacados en pequeños grupos a la parte posterior de la Academia donde eran ametrallados. Felipe Marín, de Marcilla, fue sacado en el tercer grupo y logró huir. Fue detenido al día siguiente y encerrado separado de sus compañeros. Escuchó los gritos y las descargas hasta el día 10. Varios oficiales y suboficiales se responsabilizaron de un pequeño grupo de hombres evitando su fusilamiento. Los muertos fueron llevados al cementerio de Torrero y enterrados en una fosa común.

## Las víctimas
Algunas fuentes, como José Borras llega a hablar de 604 muertos, pero es cuestionada. La cifra en todo caso, es superior a 300, y buena parte de ellos eran navarros. José María Jimeno Jurío consideró que éstos, los navarros, fueron 203, mientras que el general Ramón Salas Larrazábal lo reduce a menos de 30. En estos momentos hay constancia de 218 navarros de 22 pueblos (2 de Ablitas, 16 de Andosilla, 1 de Arróniz, 6 de Cadreita, 19 de Cárcar, 7 de Carcastillo, 1 de Estella, 5 de Funes, 1 de Lerín, 21 de Lodosa, 13 de Marcilla, 16 de Mélida, 1 de Mendavia, 3 de Monteagudo, 12 de Murillo el Fruto, 13 de Olite, 1 de Peralta, 13 de Pitillas, 14 de Sangüesa, 4 de Santacara, 44 de Sartaguda y 5 de Ujué). De los cuales sólo el 43% (94) están inscritos en 14 juzgados navarros con el lugar y la fecha de su muerte, con la excepción de seis de Mélida que constan como muertos en la Bandera en Ayerbe, el 24 de septiembre de 1936.
En la relación de Caídos por Dios y por España sólo constan 26 de los navarros de Ablitas, Andosilla, Arróniz y Carcastillo sin fecha de defunción. En esta relación si constan los sobrevivientes de la masacre fallecidos posteriormente en los frentes.
En febrero de 1979 se extrajeron de las fosas comunes del cementerio de Torrero los cuerpos de 16 riojanos y 163 navarros que pertenecían a los 13 pueblos que lo solicitaron. Los servicios municipales informaban:

Hubo que abrir varias catas a lo largo de 250 metros del andador de la manzana 4, hasta dar con los restos de la Bandera Sanjurjo...salían los restos sin féretro y fueron indudablemente identificados por varios objetos personales como tabaqueras, navajas de afeitar, dentaduras y hasta una pierna rota y cosido el hueso con alambre...Es de resaltar que la Bandera Sanjurjo no está inscrita en los libros diarios
servicios municipales del cementerio de Torrero.Recogido en Navarra, 1936. De la Esperanza al Terror

## Crueldad de los legionarios
Existen testimonios tales como el del obispo de Teruel, Anselmo Polanco, quien había presenciado «impasible», relata Pepe Melero, «desde el balcón del Palacio Episcopal, el desfile del Tercio Sanjurjo por la ciudad en los primeros días de la Guerra Civil, con los soldados llevando en la punta de las bayonetas orejas, narices y otros miembros de prisioneros republicanos, calificando el hecho simplemente como naturales excesos de toda guerra».